# Función de acidez de Hammett

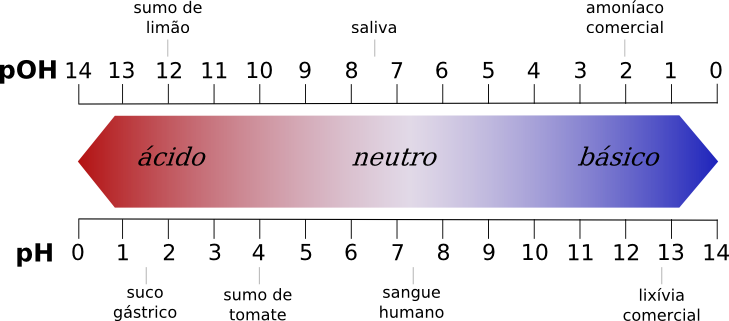
Escala de pH, componente esencial de la Función de acidez de Hammett.

La función de acidez de Hammett es una medida de la acidez que se usa para soluciones muy concentradas de ácidos fuertes, incluyendo superácidos. En tales soluciones, las aproximaciones simples como las de la ecuación de Henderson-Hasselbalch ya no son válidas, debido a las variaciones del coeficiente de actividad en soluciones altamente concentradas. La función de acidez fue propuesta por el fisicoquímico orgánico Louis Plack Hammett y es la función de acidez más conocida usada para extender las medidas de ácidez de Brønsted–Lowry más allá de las soluciones acuosas diluidas para las cuales la escala pH es útil.
La función de acidez de Hammett se usa en campos tales como química física orgánica, para el estudio de reacciones catalizadas por ácidos, porque algunas de estas reacciones usan ácidos en concentraciones muy altas, o incluso en grado absoluto (puro).
La función de acidez de Hammett, H0, se usa como un sustituto del pH. Está definido por
{\displaystyle H_{0}=-\log h_{0}=-\log \left(a_{\rm {H_{3}O^{+}}}{\frac {\gamma _{\rm {B}}}{\gamma _{\rm {BH^{+}}}}}\right)}
donde {\displaystyle a} es la actividad, y {\displaystyle \gamma } son los coeficientes de actividad de una base {\displaystyle {\rm {B}}} y su ácido conjugado {\displaystyle {\rm {BH^{+}}}}. {\displaystyle H_{0}} puede ser calculado usando una ecuación análoga a la ecuación de Henderson-Hasselbalch:
{\displaystyle H_{0}=\operatorname {p} K_{\rm {BH^{+}}}+\log {\frac {[\mathrm {B} ]}{[\mathrm {BH^{+}} ]}}}
donde pKBH+ es −log(K) de la disociación de BH+. Al usar bases con valores de pKBH+ negativos, la escala H0 puede ser extendida a valores negativos. Originalmente, Hammett usó una serie de anilinas con grupos atrayentes de electrones para las bases.
En esta escala, el H2SO4 puro (18.4 M) tiene un valor de H0 de −12, y el ácido pirosulfúrico tiene un valor de H0 ~ −15. Obsérvese que la función de acidez de Hammett evita al agua en su ecuación. Es una generalización de la escala de pH; en solución acuosa diluida (donde B es H2O), el pH es casi igual a H0. Al usar una medida de la acidez cuantitativa independiente del solvente, se eliminan las consecuencias del efecto de nivelación, y puede ser posible comparar directamente la acidez de distintas sustancias (por ejemplo, al usar pKa, el HF es más débil que el HCl en agua, pero más fuerte que el HCl en ácido acético glacial; sin embargo, el ácido acético puro es "más fuerte" que el HCl porque H0 del HF puro es mayor que la del HCl puro.)[cita requerida]
H0 para algunos ácidos concentrados:[cita requerida]
- Ácido fluoroantimónico (1990): −31.3
- Ácido mágico (1974): −19.2
- Superácido carborano (1969): −18.0
- Ácido fluorosulfúrico (1944): −15.1
- Ácido tríflico (1940): −14.9
- Ácido sulfúrico −12.0

Para mezclas (por ejemplo, ácidos parcialmente disueltos en agua), la función de acidez depende de la composición de la mezcla y tiene que ser determinada empíricamente. Se pueden encontrar gráficos de H0 vs Concentración#Fracción molar en la literatura para muchos ácidos.
Aunque la función de acidez de Hammett es la función de acidez más conocida, también han sido desarrolladas otras funciones de acidez por autores como Arnett, Cox, Katrizky, Yates, y Stevens.